# Torneig de les Cinc Nacions 1973

El Torneig de les Cinc Nacions de 1973 fou la 44a edició en el format de cinc nacions i la 79a tenint en compte les edicions del Home Nations Championship. Deu partits es van jugar entre el 13 de gener i el 14 d'abril. Per primera vegada, i única en el format de cinc nacions, tots els equips van guanyar els seus partits com a locals, cosa que va suposar un empat entre les cinc seleccions. Com el reglament no disposava de cap element per desempatar, es van considerar com una victòria compartida per a cada un dels equips.
A causa dels disturbis ocorreguts a Irlanda, que havia donat lloc a la pèrdua de més de 100 soldats britànics l'any 1972 i els riscos potencials, tant Escòcia com Gal·les es van negar a jugar contra Irlanda a Dublín. Desafiant les expectatives en contra, Anglaterra si que va accedir a viatjar.

## Classificació
| Posició | Nació      | Partits | Partits  | Partits  | Partits | Punts   | Punts     | Punts      | Taula de punts |
| Posició | Nació      | Jugats  | Guanyats | Empatats | Perduts | A Favor | En contra | Diferència | Taula de punts |
| ------- | ---------- | ------- | -------- | -------- | ------- | ------- | --------- | ---------- | -------------- |
| 1       | Gal·les    | 4       | 2        | 0        | 2       | 53      | 43        | +10        | 4              |
| 1       | Irlanda    | 4       | 2        | 0        | 2       | 50      | 48        | +2         | 4              |
| 1       | França     | 4       | 2        | 0        | 2       | 38      | 36        | +2         | 4              |
| 1       | Escòcia    | 4       | 2        | 0        | 2       | 55      | 59        | −4         | 4              |
| 1       | Anglaterra | 4       | 2        | 0        | 2       | 52      | 62        | −10        | 4              |

## Resultats
| França | 16–13 | Escòcia | 13 de gener de 1973 {{{time}}} - Parc des Princes, París Assistència: 37.232 espectadors Àrbitre: K Pattinson (Anglaterra) |
|        |       |         | 13 de gener de 1973 {{{time}}} - Parc des Princes, París Assistència: 37.232 espectadors Àrbitre: K Pattinson (Anglaterra) |

| Gal·les | 25–9 | Anglaterra | 20 de gener de 1973 {{{time}}} - National Stadium, Cardiff Assistència: 70.000 espectadors Àrbitre: G Domercq (França) |
|         |      |            | 20 de gener de 1973 {{{time}}} - National Stadium, Cardiff Assistència: 70.000 espectadors Àrbitre: G Domercq (França) |

| Escòcia | 10–9 | Gal·les | 3 de febrer de 1973 {{{time}}} - Murrayfield, Edimburg Assistència: 60.000 espectadors Àrbitre: F Palmade (França) |
|         |      |         | 3 de febrer de 1973 {{{time}}} - Murrayfield, Edimburg Assistència: 60.000 espectadors Àrbitre: F Palmade (França) |

| Irlanda | 18–9 | Anglaterra | 10 de febrer de 1973 {{{time}}} - Lansdowne Road, Dublín Assistència: 45.000 espectadors Àrbitre: A Hosie (Escòcia) |
|         |      |            | 10 de febrer de 1973 {{{time}}} - Lansdowne Road, Dublín Assistència: 45.000 espectadors Àrbitre: A Hosie (Escòcia) |

| Escòcia | 19–14 | Irlanda | 24 de febrer de 1973 {{{time}}} - Murrayfield, Edimburg Assistència: 50.000 espectadors Àrbitre: A Lewis (Gal·les) |
|         |       |         | 24 de febrer de 1973 {{{time}}} - Murrayfield, Edimburg Assistència: 50.000 espectadors Àrbitre: A Lewis (Gal·les) |

| Anglaterra | 14–6 | França | 24 de febrer de 1973 {{{time}}} - Twickenham, Londres Assistència: 70.000 espectadors Àrbitre: K Clark (Irlanda) |
|            |      |        | 24 de febrer de 1973 {{{time}}} - Twickenham, Londres Assistència: 70.000 espectadors Àrbitre: K Clark (Irlanda) |

| Gal·les | 16–12 | Irlanda | 10 de març de 1973 {{{time}}} - National Stadium, Cardiff Assistència: 60.000 espectadors Àrbitre: T Grierson (Escòcia) |
|         |       |         | 10 de març de 1973 {{{time}}} - National Stadium, Cardiff Assistència: 60.000 espectadors Àrbitre: T Grierson (Escòcia) |

| Anglaterra | 20–13 | Escòcia | 17 de març de 1973 {{{time}}} - Twickenham, Londres Assistència: 60.000 espectadors Àrbitre: K Kelleher (Irlanda) |
|            |       |         | 17 de març de 1973 {{{time}}} - Twickenham, Londres Assistència: 60.000 espectadors Àrbitre: K Kelleher (Irlanda) |

| França | 12–3 | Gal·les | 24 de març de 1973 {{{time}}} - Parc des Princes, París Assistència: 43.541 espectadors Àrbitre: D d'Arcy (Irlanda) |
|        |      |         | 24 de març de 1973 {{{time}}} - Parc des Princes, París Assistència: 43.541 espectadors Àrbitre: D d'Arcy (Irlanda) |

| Irlanda | 6–4 | França | 14 d'abril de 1973 {{{time}}} - Lansdowne Road, Dublín Assistència: 50.000 espectadors Àrbitre: R Johnson (Anglaterra |
|         |     |        | 14 d'abril de 1973 {{{time}}} - Lansdowne Road, Dublín Assistència: 50.000 espectadors Àrbitre: R Johnson (Anglaterra |